# 新平府
新平府，是明代交阯承宣布政使司下轄的一個府，領政平州、南靈州二州；福康縣、衙儀縣、知見縣、政和縣、古鄧縣、從質縣、丹裔縣、左平縣、夜度縣九縣。

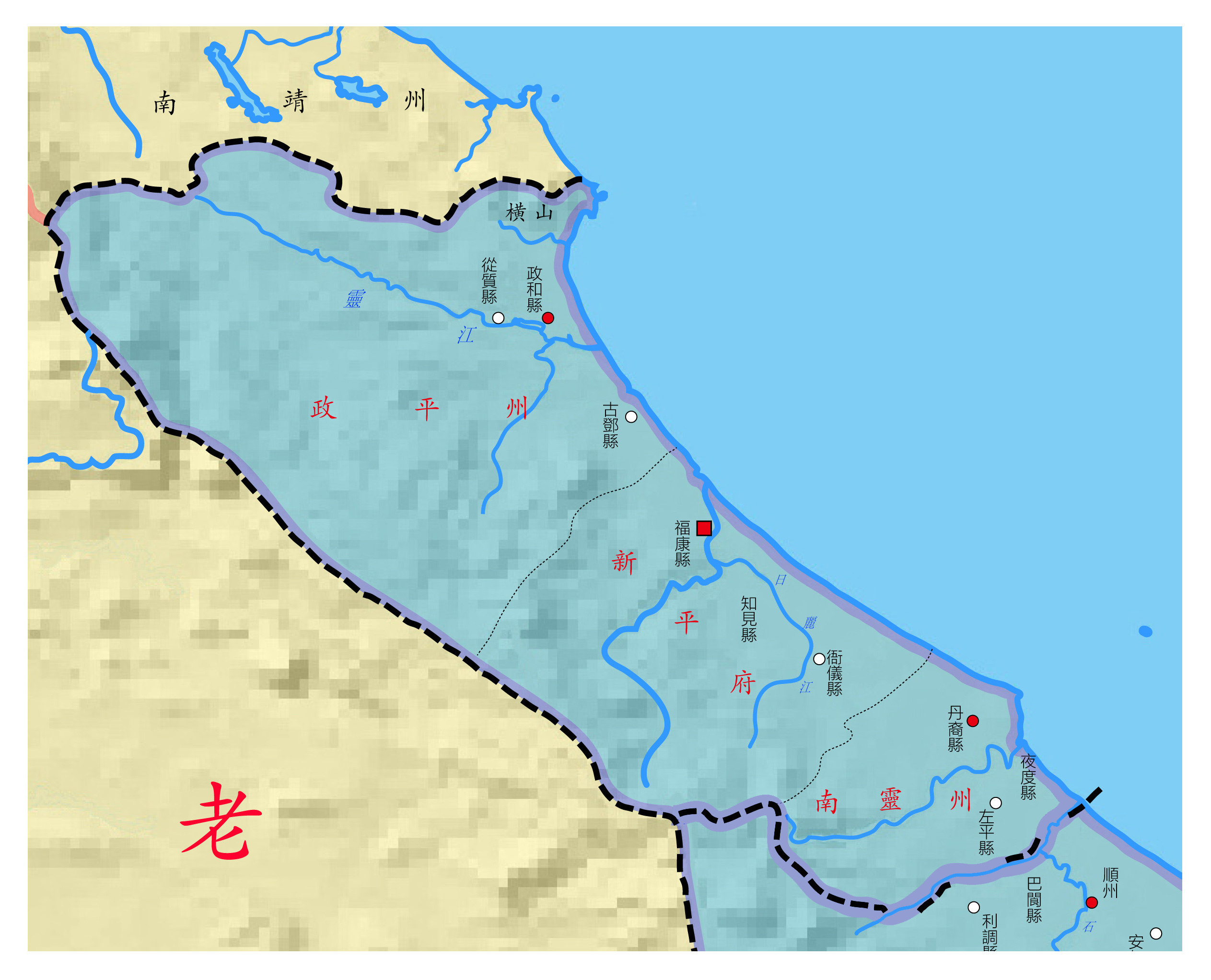
新平府區劃

## 沿革
- 明永樂五年六月癸未（1407年7月5日）置新平府，領州二縣九[1][2][3][4][5][6]。
- 永樂十三年八月二十三日丁亥（1415年9月25日），以知見縣分隸衙儀、福康二縣；以政平州之古鄧、從質、政和三縣入本州；南靈州之丹裔縣入本州，夜度縣入左平縣[7]，領州二縣三。
- 永樂十七年三月癸亥（1419年4月13日），設新平府常平倉[8]。
- 永樂十七年九月十四日丙辰（1419年10月3日），並新平府之福康縣入衙儀縣[9][10]，領州二縣二。